# Фізико-технічні властивості гірських порід
Фізико-технічні властивості гірських порід — сукупність фіз. і технол. властивостей і параметрів гірських порід, які описують їх поведінку у процесах розробки. До Ф.-т.в.г.п. відносять: твердість, тривкість, пористість, густину, середню густину, насипну густину, пластичність, крихкість та ін. Ф.-т.в. г.п. залежать від літологічного та хіміко-мінералогічного складів породи, умов залягання і стану у вибої.
Фізичні властивості гірських порід, які мають пряме (безпосереднє) відношення до їх видобутку і первинної переробки.

## Міцнісні властивості
Див. також Міцнісні характеристики гірських порід

### Твердість гірських порід
Твердість гірських порід — властивість чинити опір зовнішньому механічному впливу інш. твердішого тіла, тобто деформуванню при місцевій силовій дії твердих тіл на їх поверхню. Зумовлена головним чином міцністю кристалічної ґратки (тобто типом структури, природою і силою хімічного зв'язку, розміром і зарядом частинок, міжатомними відстанями і інш.) і її механічними параметрами (пружністю, пластичністю, крихкістю, наявністю і кількістю дислокацій).
У залежності від методу випробування розрізнюють твердість дряпання, втиснення, шліфування. Визначається переважно методами Брінелля, Віккерса, Роквелла, Шора або Мооса. Найбільш древнім є спосіб дряпання еталонними мінералами шкали Мооса, точніше визначення твердості дряпанням проводиться з допомогою спеціальних приладів — склерометрів та мікротвердометрів і визначається в кг/мм². З 40-х рр. ХХ ст. дістав поширення метод статичного втиснення алмазної піраміди Віккерса, який Комісія з рудної мікроскопії Міжнародної мінералогічної асоціації визнала основним при діагностиці мінералів (в аншліфах). Метод дає можливість визначати твердість мікроскопічно малих виділень діаметром 10-30 мкм, дуже чутливий, має універсальну сферу застосування.
У практиці широко застосовується шкала Мооса — десятибальна шкала твердості мінералів, за якою розрізняють десять ступенів твердості. Відносна твердість мінералів за цією шкалою визначається шляхом дряпання мінералу, який досліджується, гострими краями еталонних мінералів (пасивна твердість) або дряпання еталонних мінералів досліджуваним зразком (активна твердість). Еталонами є: 1 — тальк, 2 — гіпс, 3 — кальцит, 4 — флюорит, 5 — апатит, 6 — ортоклаз, 7 — кварц, 8 — топаз, 9 — корунд, 10 — алмаз. Мінерал з більшою твердістю дряпає мінерал з меншою твердістю, тобто кожний наступний мінерал цього ряду здатний дряпати попередній мінерал, але не дряпає наступного за ним, твердішого. Якщо, наприклад, гіпс не залишає подряпини на поверхні мінералу, що досліджується, а кальцит залишає, то його твердість вважають рівною 2,5. Ш. М. використовують для швидкої діагностики мінералів. Визначення твердості за шкалою Мооса зручне в польових умовах.

### Міцність гірських порід
Міцність гірських порід — їх властивість в певних умовах, не руйнуючись, сприй-мати впливи механічних навантажень, температурних, магнітних, електричних і інш. полів, нерівномірне протікання фіз.-хім. процесів в різних частинах гірських порід. Розрізняють такі різновиди міцності мінералів:
- теоретичну — обчислену на основі обліку сил міжатомного зчеплення (вона відповідає при-близно 1/6 модуля поздовжньої пружності);
- статичну — властивість гірських порід сприймати короткочасні наванта-жен-ня, прикладені з постійною швидкістю;
- динамічну — властивість гірських порід сприймати, не руйнуючись, динамічне навантаження;
- тривалу -– міцність гірських порід, що зна-ходяться тривалий час під навантаженням; зменшення міцності породи в результаті збільшення тривалості дії навантаження характеризується коефіцієнтом розслаблення, що дорівнює відношенню миттєвої межі міцності на стиснення до певного значення тривалої міцності г.п. (для глини цей коеф. дорівнює 1,5, для пісковика — 1,8, бетону — 1,7);
- залишкову — рівень несучої здатності зруйнованої гірської породи, що дорівнює мінімальним напруженням при даній величині деформації, які порода витримує без подальшого деформування і руйнування;
- електричну — визначається значеннями напруги пробою.
Крім того, розрізняють контактну міцність гірських порід — властивість приповерхневого шару породи протистояти руйнуванню при місцевих контактних діяннях. Остання використовується як критерій руйнівної здатності порід різцями та шарошковим інструментом.
Показниками, що характеризують міцність гірських порід для різних випадків, є: границі міцності порід на стиснення σст, розтягнення σр, зсув σзс, вигин σвиг, а також текучості σт, повзучості σп та інш. Для більшості порід границя міцності на розтягнення σр не перевищує 20 МПа. Границі міцності порід при зсуві, вигині і інш. видах деформацій завжди менші σст і більші σр, але ближчі до останньої. З породотвірних мінералів найбільшу міцність має кварц. У нього σст перевищує 500 МПа, у польових шпатів, піроксенів, авгіту, рогової обманки, олівіну і інш. залізисто-магнезійних мінералів σст = 200—500 МПа, у кальциту σст бл. 20 МПа. У полікристалічних гірських порід міцність в основному визначається силами взаємного зчеплення безпосередньо дотичних між собою зерен і насамперед зале-жить від їх міцності, а також будови. Найбільші значення границі міцності при стисненні мають щільні дрібно-зернисті кварцити і нефрити (500—600 МПа). Значну міцність (більше 350 МПа) мають щільні дрібнозернисті граніти, трохи меншу — габро, діабази і грубозернисті граніти. Міцність вугілля при стисненні змінюється в залежності від ступеня його мета-морфізму і зольності від 1 МПа (коксівне вугілля) до 35 МПа (антрацити).

### Тривкість гірських порід
Тривкість гірських порід — загальноприйняте умовне поняття, яке символізує сукупність механічних властивостей мінералів, що виявляється в різних технологічних процесах при видобутку і переробці корисних копалин. Тривкість — здатність гірських порід чинити опір руйнуванню під дією зовнішніх сил. Тривкість залежить від твердості, в'язкості, крихкості, пружних властивостей, мінералогічного складу і структури, щільності та кліважу. Тривкість зростає зі збільшенням сил зв'язку між частинками і окремостями гірських порід та вмісту міцних мінералів в породі і знижується, як правило, при зволоженні. За М. М. Протодьяконовим виділено 10 категорій тривкості. Метод експериментального визначення коеф. тривкості (Ктр), запропонований М. М. Протодьяконовим, оснований на відносній оцінці роботи, затраченої на дроблення гірської породи вантажем масою 2,4 кг, що вільно падає з вис. 0,6 м.
Таблиця. Класифікація тривкості гірських порід (за М. М. Протодьяконовим)

Сучасні методи розробки корисних копалин при дії на породу вклюають доцільніші стискаючі, сколюючі і розтягуючі зусилля. При цьому тривкість для відносної техніко-економічної оцінки прийнято класифікувати 5 класами по 5 одиниць міцності в кожному. Для характеристики тривкості в цьому випадку слугує показник важкості руйнування порід Пр, який змінюється для реальних порід від 0,2-1 до 21-25. З метою нормування і розрахунку машин і механізмів у практиці гірничої справи використовують окремі, переважно відомчі, технологічні критерії: буримість, вибуховість, дробимість, подрібнюваність і т. д. З них найбільшого розповсюдження набули буримість та вибуховість, для яких розроблено ряд класифікацій гірських порід за буримістю та вибуховістю. Аналіз свідчить, що всі технологічні показники корелюють між собою та з коефіцієнтом тривкості М. М. Протодьяконова. Між тривкістю і міцністю мінералів існує прямий кореляційний зв'язок.

### Крихкість гірських порід
Крихкість гірських порід — їх властивість порівняно легко рватися, ламатися або руйнуватися при статичному навантаженні без помітної залишкової деформації (не більше за 5 % від величини дефор-мацій руйнування). Абсолютна більшість гірських порід належить до крихких матеріалів. Крихкість мінералів — властивість мінералів кришитися при дряпанні вістрям ножа по його поверхні. Якщо на мінералі залишається риса з порошком по краях, то він є крихким. За крихкістю мінерали поділяють на 5 груп: 1) дуже крихкі (пірит, гіпс), 2) крихкі (пентландит, тетраедрит), 3) слабо пластичні (кварц, піротин), 4) пластичні (магнетит), 5) дуже пластичні (мідь, ґаленіт).

### Буримість гірських порід
Буримість гірських порід — опірність гірських порід руйнуванню в процесі буріння. Оцінюється швидкістю, тривалістю та енергоємністю буріння одиниці довжини стовбура свердловини або шпура при стандартних умовах.
Буримість погіршується із збільшенням щільності, густини, міцності, в'язкості, твердості, абразивності гірських порід, залежить від мінерального складу, будови порід та термодинамічних умов. Всі гірські породи класифікують за показником буримості на 25 категорій з підрозділом на 5 класів: 1 — легкої буримості; 2 — середньої буримості; 3 — важкої буримості; 4 — дуже важкої буримості; 5 — виключно важкої буримості. Використання показника буримості полегшує вибір бурових установок та технологічні розрахунки їх потужностей, режиму та технічної швидкості буріння шпурів і свердловин.

### Вибуховість гірських порід
Вибуховість гірських порід(висаджуваність) — характеристика спротиву гірських порід руйнуванню під дією вибуху.
Визначається кількістю еталонної вибухової речовини (ВР) або кількістю енергії ВР, необхідної для утворення вирви вибуху певних розмірів. Іншим способом оцінки вибуховості гірських порід є визначення максимальної лінії найменшого спротиву порід, при якій вибух заряду еталонної ВР ще здійснює відрив породи від масиву. Стосовно свердловинних зарядів розрізняють вибуховість легку, середню, важку та вельми важку. Вибуховість залежить від міцності, в'язкості, пружних і пластичних властивостей, густини мінералів, а також від їх зернистості, шаруватості, кліважності, тріщинності.

### Абразивність гірських порід
Абразивність гірських порід — здатність гірських порід зношувати тверді тіла, які контактують з ними (деталі машин, бурових доліт, інструменти і т.і). Зумовлена в основному міцністю, розмірами і формою мінеральних зерен, що складають породу. Абразивність оцінюють за ступенем зносу штіфтів, стержнів, металевих кілець, які труться об поверхню порід при свердлінні або різанні, а також за ступенем стирання порід абразивними матеріалами.
Часто застосовують емпіричні методи оцінки абразивності. За методикою Л. І. Барона і А. В. Кузнецова, показник А.г.п. визначають як сумарну втрату маси (в мг) стандартного стержня, що обертається (з частотою 400 хв-1), притиснутого до породи, при осьовому навантаженні 150 Н за час випробування (10 хв). Абразивність гірських порід поділяють на вісім класів. Показник абразивності складає для мармуру 400—500 мг, вапняку — 800—900 мг, граніту — 1000—2000 мг, кварциту — 2100—2500 мг. Для малоабразивних порід, наприклад, вугілля (абразивність до 5 мг), показник абразивності визначають шляхом стирання стандартного еталона (при постійному тиску на контакті) об роздроблену пробу матеріалу. Найбільш абразивними є породи, що містять корунд, порфірит, діорит, граніт. Абразивність впливає на ефективність буріння, різання, сколювання, черпання гірських порід.

## Фільтраційні властивості
Водопроникність гірських порід — здатність порід пропускати через себе воду (через пустоти — пори, тріщини і т.і.) під дією гравітаційної сил, напору або капілярного підняття.
Кількісно водопроникність/водотривкість оцінюється об'ємом води, що проходить через одиницю поверхні за одиницю часу при градієнті тиску (коеф. проникності), що дорівнює одиниці, або швидкістю переміщення води в породах (коеф. фільтрації) Кф (м/год). Розрізняють породи водотривкі (Кф<0,1 м/добу; наприклад, глини), слабкопроникні (0,1<Кф<10 м/добу; леси, суглинки), гірські породи середньої проникності (10<Кф<500 м/добу; пористі вапняки, пісковики) і легкопроникні (Кф >1000 м/добу; крупні піски, галька, тріщинуваті масиви скельних порід). Водотривкість впливає на вибір технології ведення гірничих робіт, методів і схем осушення родовищ, методів боротьби з раптовими викидами, а також використовується для визначення кількості і потужності насосів для водозниження тощо.

## Реологічні властивості

### Реологічні властивості гірських порід
Реологічні властивості гірських порід — сукупність властивостей, які визначають здатність гірських порід змінювати у часі напружено-деформований стан в полі дії механічних сил. До основних Р.в.г.п. належать: пружність, пластичність, міцність, в'язкість, повзучість, релаксація напружень. Р.в.г.п. характеризують зміну (зростання) в часі деформацій в г.п. при постійному напруженні (явище повзучості) або зміну (зменшення) напружень при постійній деформації (явище релаксації). Повзучість і релаксація напружень пов'язані з переходом пружних деформацій в пластичні, незворотні. Прояви Р.в.г.п. значною мірою залежать від типу породи, вологості, тріщинуватості, т-ри, але вирішальним є рівень напруженого стану. Р.в.г.п. і їх параметри широко використовуються при дослідженні механічних процесів у масиві гірських порід, в розрахунках при оцінці міцності і стійкості гірничих виробок, бортів кар'єрів, свердловин, ціликів, гірничотехнічних споруд тощо.

### Пластичність гірських порід
Пластичність гірських порід — властивість гірських порід змінювати свою форму (деформуватися) без мікроскопічних порушень зв'язності (суцільності) під дією механічного навантаження.
Глинисті породи, леси, мергелі, крейда, ґрунти, що залягають на поверхні Землі, набувають пластичності за певних умов зволоження, глибинні гірські породи — під дією температури й тиску (пластичність збільшується із зростанням температури і тиску). Породи, які ведуть себе у звичайних умовах як крихкі, при підвищених тисках і температурах набувають явно виражених пластичних властивостей. Це треба враховувати при розробці покладів на великих глибинах. Наприклад, здатність до пластичних деформацій у вапняків та алевролітів з'являється вже при тиску близько 50 МПа, у ангідридів — бл. 100 МПа, пісковиків — понад 400 МПа. Найбільш пластичні глини, графіт, кам. сіль. Пластичність гірських порід залежить від мінерального складу. Наявність жорстких кварцових зерен та польового шпату у породі зменшує її пластичність. Пластичність вугілля залежить від вмісту в ньому вуглецю. При переході від малометаморфізованого вугілля до антрацитів пластичність зменшується в 30 разів. Щодо глинистих порід, то в залежності від ступеня їх зволоженості вони можуть бути крихкими, пластичними і текучими.

### Повзучість гірських порід
Повзучість гірських порід — повільна безперервна пластична деформація під впливом постійного навантаження або механічного напруження. П. в тому чи іншому ступені властива всім твердим тілам, як кристалічним, так і аморфним. П.г.п. має місце при т-рах від кріогенної до т-ри плавлення.

## Пружність гірських порід
Пружність гірських порід — властивість відновлювати початкову форму і розміри після зняття механічного навантаження. Повне відновлення можливе тільки у випадку, якщо не перевищена межа пружної деформації. П.г.п. оцінюється параметрами пружності — коеф. пропорційності між напруженнями і відповідними їм пружними деформаціями.